# The light inside
The light inside is een studioalbum van Colin Blunstone. Hij nam het album op in de Silvermere geluidsstudio in Surrey onder leiding van Don Airey, hier optredend als muziekproducent en toetsenist. Het album bevat de laatste opnamen van drummer Cozy Powell, hij overleed 5 april 1998. Het nummer Losing you is aan hem opgedragen.

## Musici
- Colin Blunstone – zang
- Colin Blunstone, Rod Argent – achtergrondzang
- Keith Airey (uit de band van Nik Kershaw), Rob Harris (uit band Jamiroquai) – gitaar
- Mo Foster, Alex Meadows (later bij Jamiroquai) – basgitaar
- Don Airey - toetsinstrumenten
- Cozy Powell, Darrin Mooney (van Primal Scream) – slagwerk
- Carlos Hercules – percussie

## Muziek
| Nr. | Titel                                                     | Duur |
| --- | --------------------------------------------------------- | ---- |
| 1.  | Your love is like the sun (Nik Kershaw)                   | 4:41 |
| 2.  | Walking in the rain (Blunstone, Jess Bailey)              | 4:28 |
| 3.  | Seventh heaven (Blunstone, Andy Nye)                      | 3:34 |
| 4.  | Send me your broken hearts (Nik Kershaw)                  | 5:19 |
| 5.  | Hearts that turn (Blunstone, Andy Nye)                    | 4:33 |
| 6.  | Till we try again (Blunstone, Andy Nye)                   | 4:01 |
| 7.  | Slowburn (Nik Kershaw, John Tirrow)                       | 4:16 |
| 8.  | Love’s a stranger (Blunstone, Andy Nye)                   | 4:31 |
| 9.  | Don’t let the darkness touch you (Blunstone, Jess Bailey) | 4:54 |
| 10. | You make love so good (Blunstone, Stuart Elliott)         | 4;26 |
| 11. | Knowing you (Blunstone)                                   | 3:07 |
| 12. | Losing you (Blunstone, Phil Dennys)                       | 4:22 |